# Bede BD-5
El Bede BD-5 es una diminuta aeronave monoplaza de construcción casera a base de un kit. Se comercializó a principios de la década de los 1970 por parte de la firma Bede Aircraft. Su diseñador fue Jim Bede. Su diseño es de una aeronave en configuración de hélice en empuje, con un motor instalado en un compartimiento interior en el centro del fuselaje. Se enviaron unos 5000 kits a sus dueños, pero pocos se terminaron dado que la compañía se fue a la quiebra a mediados de década al no poder hacer entrega de un motor fiable para su aeronave.

## Desarrollo
El primer modelo de esta aeronave fue el BD-5A, con una envergadura de ala extremadamente corta de 4,27 m. Esto hizo que el avión fuera muy difícil de volar excepto para los pilotos más experimentados.

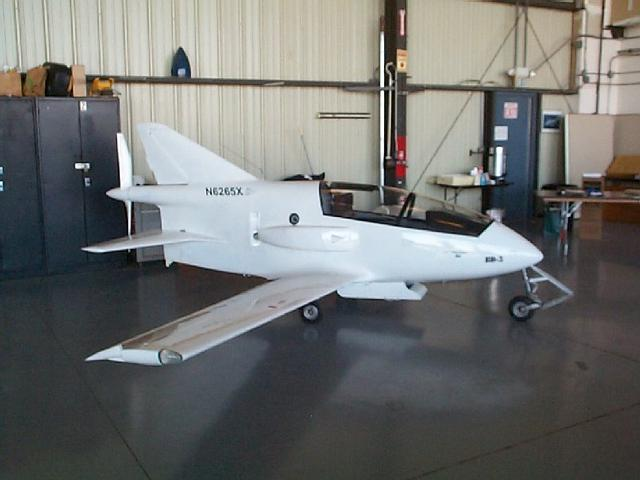
BD-5B Construido, operado y volado por Dan Ross, piloto retirado de la Fuerza Aérea Estadounidense.

El modelo BD-5B aumentó el tamaño del ala a 6,40 m, lo cual mejoró en gran medida el manejo de la aeronave. El BD-5D iba a ser el modelo certificado por la Administración Federal de Aviación estadounidense, pero su certificación nunca se terminó y el modelo no entró en producción.
El BD-5S era un planeador del cual solo se construyó un prototipo. No entró en producción debido a su pobre cociente de desplazamiento.
BD Micro Technologies, una firma con sede en la ciudad de Siletz, Oregon, Estados Unidos, ha diseñado el modelo BD-5TP, una versión turbohélice del BD-5 que utiliza una turbina Solar/Hamilton Sundstrand T62 modificada, en conjunto con una hélice de paso variable con control mecánico diseñada expresamente para esta combinación de aeronave y turbina.

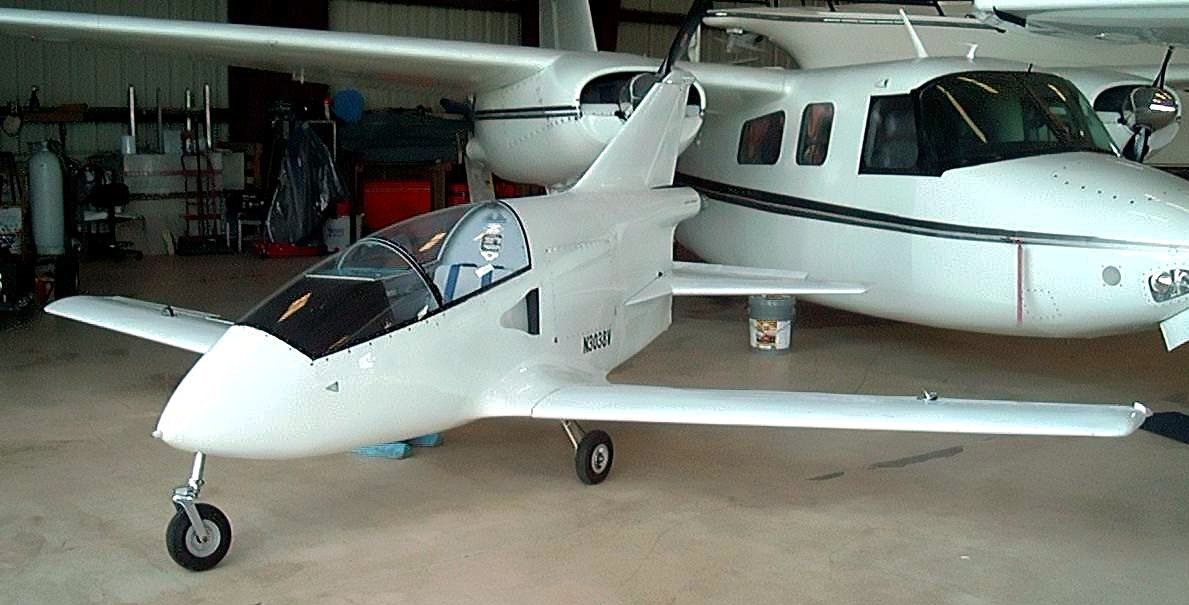
Récord Guinness, El Jet Más Pequeño del Mundo, N3038V.

El BD-5J es el modelo de propulsión a chorro de esta aeronave. Es el resultado de la combinación del fuselaje BD-5 con un ala acortada, de 5,18 m, y una turbina pura. Las que más comúnmente se han usado son las 022 Cougar, TRS-18-046 y TRS-18-1, todas producidas por la firma Microturbo en Toulouse, Francia, y por la firma Ames Industrial en los Estados Unidos bajo licencia. Esta aeronave fue la estrella de los primeros minutos del largometraje Octopussy, de la saga de James Bond, con Roger Moore en el papel protagónico. Corkey Fornoff fue el piloto profesional de acrobacias aéreas que llevó a cabo el segmento en el cual la pequeña aeronave (identificada en los créditos finales como la AcroStar) voló a través de un hangar.
Kits para armar de esta aeronave se pueden adquirir a través de las compañías BD Micro Technologies y Alturair, esta segunda con oficinas en la ciudad de San Diego, California, Estados Unidos. Sin embargo, las turbinas son mucho más difíciles de conseguir, ya que Microturbo se rehúsa a venderlas para aplicaciones en aeronaves de transporte humano.

## Récord Mundial Guinness
Un ejemplo del modelo BD-5J propiedad del piloto portorriqueño Juan Jiménez, con base de operaciones en la isla de Puerto Rico, actualmente es dueño del récord mundial Guinness como el Jet Más Pequeño Del Mundo.

## Ejemplos Aeronavegables
Hasta el año 2002, se conoce de unos 150 ejemplos de BD-5 en condición de aeronavegabilidad. De estos, unos 15 a 20 vuelan con alguna regularidad.
Un BD-5 se encuentra en exhibición en el Centro Steven F. Udvar-Hazy, anexo del Museo Nacional de Vuelo Aéreo y Espacial en el aeropuerto Washington Dulles International en la ciudad de Chantilly, Virginia, Estados Unidos.
La firma estadounidense Aerial Productions Inc. opera varios BD-5J en operaciones militares. Identificados como los SMART-1 (Small Manned Aerial Radar Target, Model 1), estos han sido certificados como suplentes de misiles de crucero, y se utilizan para enseñarle a las fuerzas armadas estadounidenses y sus aliados como detectar e interceptar un misil de crucero disparado hacia un blanco en su territorio. La clave de esta misión tan única es que el BD-5 casi no refleja energía de radar, y a 50 pies (15 m) o menos de altura, es básicamente invisible.

## Especificaciones técnicas

### Características generales
- Tripulación: 1
- Longitud: Entre 3,88 y 4,11 metros, según el kit
- Envergadura: Entre 4,26 y 6,55 metros, según el kit
- Altura: 1,6 m
- Superficie alar: Dependiendo del kit
- Peso vacío: Según el kit, de 167 kg en adelante
- Peso máximo al despegue: 530 kg
- Planta motriz: 1×  Varios motores según el kit.

### Rendimiento
- Velocidad máxima operativa (Vno): 500 km/h (311 MPH; 270 kt)
- Alcance: Sobre los 500 km, según kit
- Techo de vuelo: 7000 m (22 966 ft)
- Régimen de ascenso: 1219 m/min